# Петру Раку
Петру Раку (* рум. Petru Racu, 17 липня 1987) — молдовський футболіст. У цей час гравець шведського клубу «Норрчепінг» та національної збірної Молдови. За збірну дебютував 11 серпня 2010 р. в матчі проти збірної Грузії.

## Досягнення
- Чемпіон Молдови (3):

Мілсамі: 2014-15
Шериф: 2017, 2018
- Володар Кубка Молдови (2):

Зімбру: 2003-04
Петрокуб: 2019-20